# Aurelio De Carolis
Aurelio De Carolis (Catania, 1964) è un ammiraglio italiano, dal 16 dicembre 2021 comandante in capo della squadra navale.

## Biografia
È entrato in Accademia navale di Livorno nel 1982 e ha terminato il corso normale nel 1986 con il grado di guardiamarina.
Specializzato in telecomunicazioni, condotta delle operazioni e guerra elettronica, è stato imbarcato per 15 anni su diverse unità. Ha comandato le navi Spica, Espero e Cavour, oltre ad assolvere incarichi presso lo Stato Maggiore della Marina, nei settori della formazione ufficiali, delle operazioni navali e della strategia marittima. È stato poi assistente del capo di stato maggiore della Marina, assistente militare e aiutante di campo del Presidente della Repubblica, capo ufficio e assistente per la comunicazione del capo di stato maggiore della difesa, capo del 3º reparto pianificazione e strategia dello stato maggiore marina nonché capo del reparto anfibio e comandante della forza anfibia. Dal novembre 2017 al settembre 2019 è stato il comandante della seconda divisione navale e delle forze marittime italiane nell’ambito dei contingenti di reazione rapida della NATO, assumendo il ruolo di comandante della componente marittima della forza di reazione rapida dell’alleanza nel 2019, dopo aver superato il preventivo processo di certificazione a standard NATO. In data 11 ottobre 2019 è stato nominato sottocapo di stato maggiore della marina fino al 16 dicembre 2021, data in cui è stato designato nell'attuale incarico di comandante in capo della squadra navale.

## Formazione
È laureato in scienze marittime e navali all’università di Pisa ed in fisica all’università di Roma Sapienza, oltre ad aver conseguito un Master in Business Administration presso la London Business School. Sul piano specialistico, ha frequentato l’istituto di guerra marittima e il corso di stato maggiore interforze presso il Centro Alti Studi per la Difesa – conseguendo un Master in studi internazionali strategico militari –, il corso internazionale per comandanti di componente marittima, presso il comando navale USA di Napoli, il corso NATO di pianificazione strategica Steadfast Pinnacle 2018, presso l’accademia nazionale della difesa lettone, oltre a corsi di approfondimento nei campi della comunicazione, pubblica informazione e relazioni internazionali.